# Blatodeus
Els blatodeus (Blattodea) són un ordre d'insectes neòpters, entre els quals s'inclouen les paneroles o panderoles, també conegudes com a escarabats de cuina o cuques molles. A vegades, dins l'ordre Blattodea també inclou els tèrmits, com a infraordre Isoptera.
Es coneixen unes 4.600 espècies de paneroles, entre les quals destaquen la panerola americana (Periplaneta americana) que fa uns 30 mm de llargària, la panerola germànica (Blatella germanica) de 15 mm de llargària, i la panerola orientalm (Blatta orientalis) sobre els 25 mm, totes tres comunes a les llars de Catalunya.
Les paneroles tropicals són sovint més grans, mentre que les del Carbonífer, com ara Archimylacris, i el Permià, com Apthoroblattina, van assolir uns 45 cm de longitud.
Popularment s'associen les paneroles amb problemes sanitaris i de plagues, però només unes 30 espècies (<1% sobre el total de paneroles) infesten els hàbitats urbans.

## Noms comuns
Algunes han conviscut històricament de manera molt estreta amb les persones, fet que ha creat una gran diversitat de denominacions vulgars: panerola, panderola, paparola, ballarola, corredora, cuca molla, cuca panera, cuca panissera, cuca patxa, cucaratxa, curiana, escarabatera, escarabatina, escarabatol, escarabita, escarabitxa, escarabonita, escarabotina, escarabató, farinera, panera, panissera, papa panera, papa xinxera, porcellana, etc.
Algunes d'aquestes denominacions, com les que fan referència al terme «escarabat», no són gaire afortunades del punt de vista de la taxonomia biològica; el terme escarabats fa referència fonamentalment als insectes coleòpters. Els blatodeus es diferencien d'aquests últims perquè tenen els dos parells d'ales iguals, mentre que en els escarabats, el parell d'ales anteriors s'ha engruixit i convertit en una carcassa (èlitres) que cobreix les posteriors. Són grups taxonòmicament molt allunyats.

## Història del grup
Alguns dels primers escrits fan referència a paneroles per a usos mèdics. Dioscòrides Pedaci (s.I), Kamal al-Din al-Damiri i Abu Hanifa ad-Dainuri (segle ix) van proposar medicaments a base de paneroles moltes amb oli o bullides. La llista de problemes a tractar així incloïa el mal d'orella, ferides obertes i trastorns ginecològics.

## Característiques generals

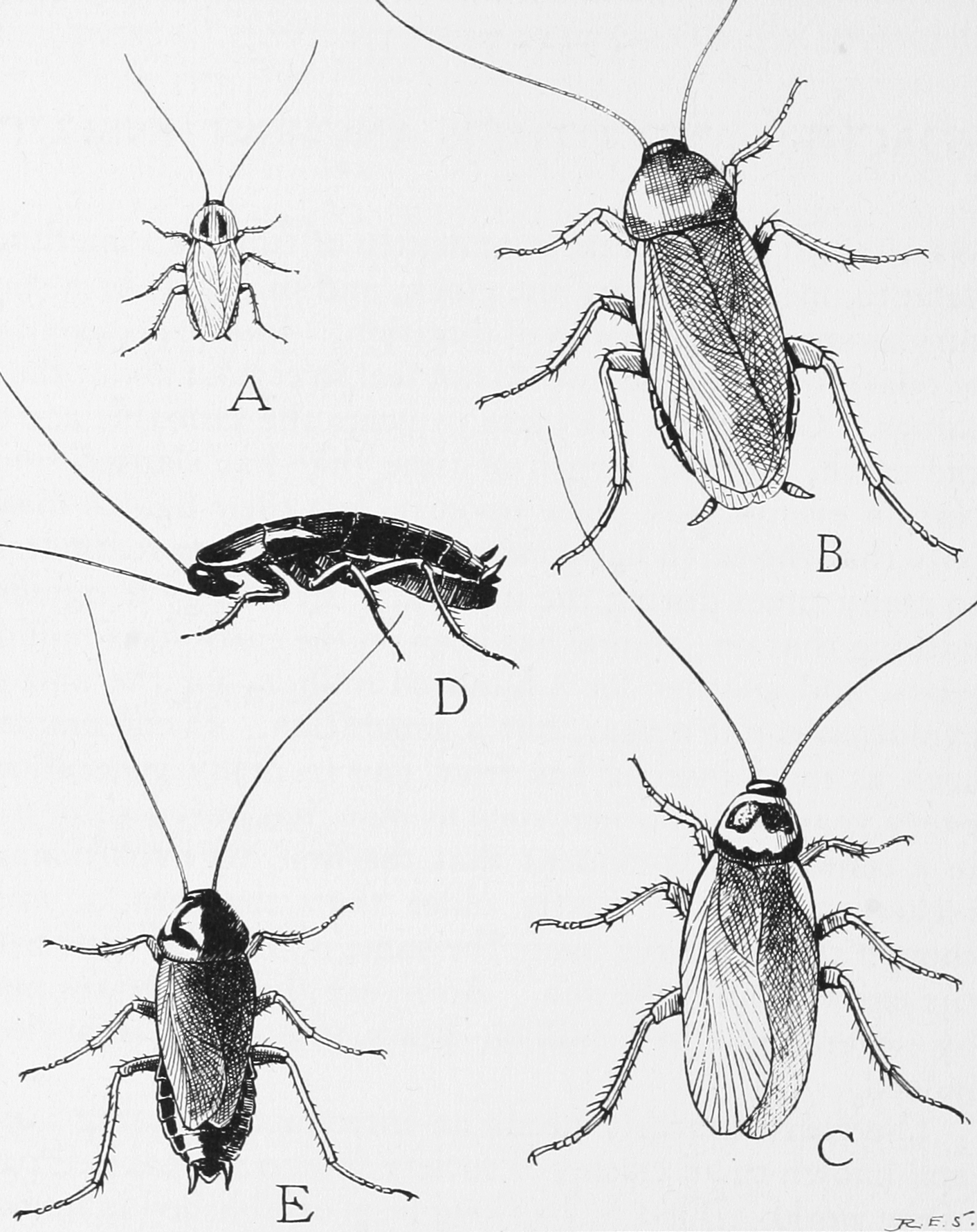
Paneroles domèstiques comunes.
A. panerola germànica, B. Periplaneta americana, C. Panerola australiana., D-E. Panerola oriental (♀ & ♂).

Són insectes que han perdut parcialment o totalment la capacitat de volar, tot així mantenen dos parells d'ales típics dels insectes més o menys atrofiades en els estadis adults.
Tenen un desenvolupament hemimetàbol, ja des del naixement passa per diferents estadis nimfals separats per mudes periòdiques de la seva cutícula de quitina. Entre els diferents estadis no hi ha canvis substancials del nínxol ecològic que ocupen i alguns són gregaris compartint el mateix espai individus en diferents etapes del desenvolupament, fenomen conegut com a paurometabolia, al contrari d'altres insectes que són heterometàbols, com ara els odonats.

## Història evolutiva i relacions filogenètiques
Els primers fòssils semblants a blatodeus daten del període Carbonífer fa entre 354-295 milions d'anys. Tot i així, aquests fòssils difereixen dels blatodeus moderns per disposar d'un llarg ovipositor i són els ancestres dels mantodeus així com de les paneroles actuals. Els primers fòssils de blatodeus moderns amb ovopositors interns apareixen al començament del Cretaci. Els entomòlegs classifiquen mantodea, isoptera i blattodea en un grup superior anomenat Dictyoptera. Evidències recents suggereixen fortament que els tèrmits evolucionaren directament des de les paneroles veritables. Si aquest fos el cas, llavors el clade Blattodea excloent els isòpters no seria un grup monofilètic i els isòpters serien avui en dia una família (o epifamília) de paneroles.

## Biologia

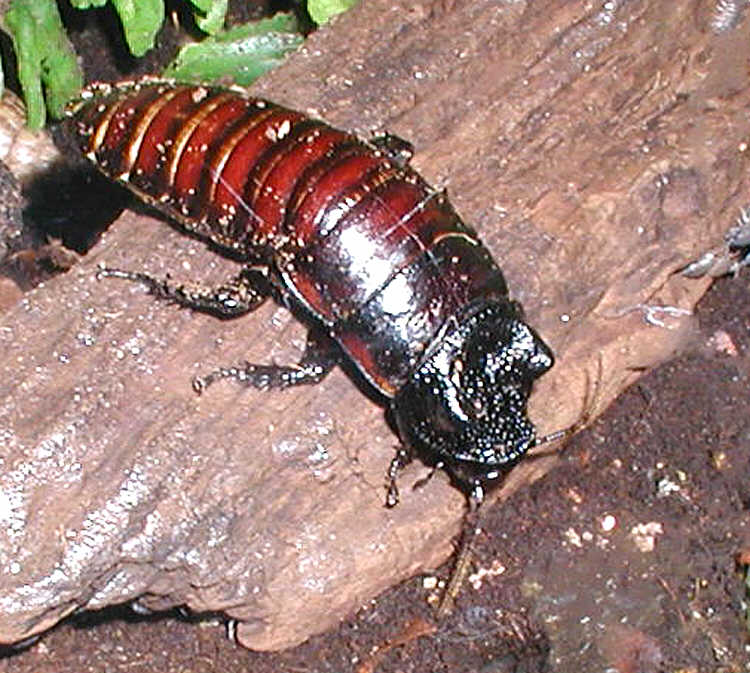
Gromphadorrhina portentosa, probablement la panerola vivent més grossa

Les paneroles són generalment omnívores. Una excepció és la panerola xilòfaga del gènere Cryptocercus, amb diverses espècies trobades a Rússia, Xina, Corea i els EUA. Tot i que són incapaces de digerir la cel·lulosa per elles mateixes, mantenen una relació de simbiosi amb protozous que sí que ho fan, permetent extreure nutrients. En aquest aspecte s'assemblen als tèrmits i recerques actuals suggereixen que el gènere (biologia) Cryptocercus és més restretament relacionat als tèrmits que no pas altres blatodeus. Les paneroles són més comunes en climes tropicals i subtropicals. Algunes espècies estan estretament relacionades als habitatges i es localitzen en aquests casos a prop de cubells d'escombraries o a la cuina.
Les paneroles, com tots els insectes, respiren a través d'un sistema de tubs anomenats tràquees. Les tràquees d'insectes són adjuntes als espiracles, excepte el cap. Així, tots els insectes, incloent-hi les paneroles, poden respirar sense el cap. Les vàlvules s'obren quan el CO₂ nivell en l'insecte arriba a un nivell alt; llavors el CO₂ difón fora de les tràquees a l'exterior i fresc aire oxigenat. El sistema traqueal porta l'aire directament a les cèl·lules bifurcant-se contínuament com un arbre fins que les seves traquèoles de cutícula més fina estiguin associats amb cada cèl·lula, permetent que l'oxigen gasós es dissolgui al citoplasma a l'altre costat del folre de cutícules fina de la traqueola. El CO₂ difon fora de les cèl·lules a la traquèola.
Els insectes no tenen pulmons i així no respiren activament a la manera de pulmons dels vertebrats. Tanmateix, en alguns insectes molt grans el procés de difusió passiva és insuficient per a proporcionar oxigen al flux idòni i la musculatura del cos es pot contreure rítmicament per forçar l'entrada d'aire als espiracles, essent un tipus de respiració.
Les paneroles poden sobreviure a la dissecció quirúrgica estèril del cap durant període molt llarg, especialment si últimament s'ha alimentat, però naturalment són incapaces d'alimentar-se i moren al cap d'unes poques setmanes d'inanició.

## Reproducció

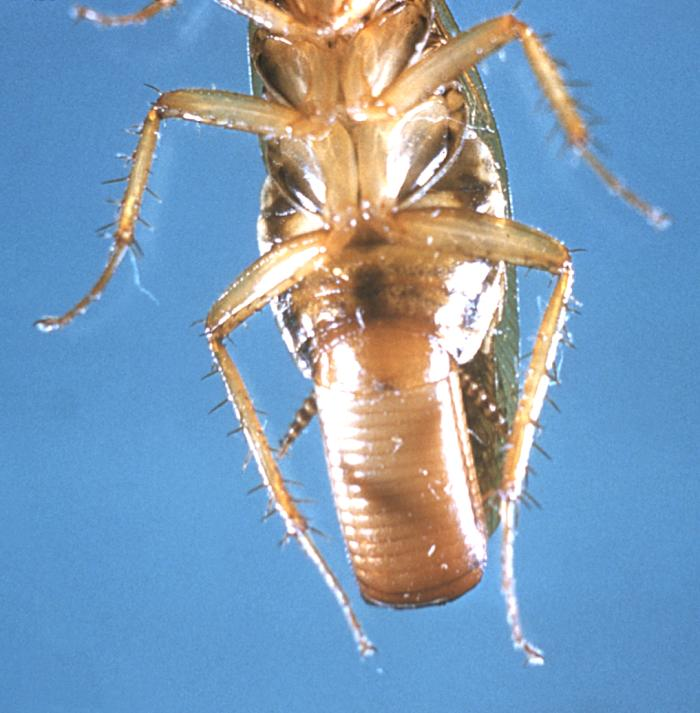
Femella de Blatella germanica amb ooteca

Les paneroles femelles sovint porten estoigs a l'extrem de l'abdomen on hi ha els ous, anomenades ooteques.
Els ous sorgeixen de la pressió combinada de les nimfes que s'empassen aire i són inicialment de color blanc brillant nimfes, s'endureixen i enfosqueixen aproximadament al cap de quatre hores. La seva etapa blanca és transitòria mentre surten i la posterior muda ha portat a moltes persones a afirmar haver vist paneroles albines.
B. germanica porta una ooteca que conté al voltant de 40 ous. Deixa caure la càpsula abans de sortir. El desenvolupament dels d'ous fins a adults dura entre 3 i 4 mesos. Les paneroles poden arribar a viure un any. La femella pot produir fins a vuit ooteques al llarg del seu cicle reproductor; en condicions favorables, pot produir entre 300 i 400 descendents. Altres espècies de paneroles, tanmateix, poden produir un nombre extremadament alt d'ous en una vida, però només necessitar una sola còpula a la seva vida.
La panerola més gran descrita fins ara prové d'Austràlia giant burrowing cockroach, que pot créixer fins a 9 cm de llargària i pesar més de 30 grams. Comparable en mida és la panerola gegant Blaberus giganteus, que creix en longitud similar, però no tan pesada.
Les paneroles es troben entre els animals més resistents del planeta, algunes espècies són capaces de mantenir-se actives durant un mes sense menjar o essent capaces de sobreviure amb recursos limitats tals com cola de segells.

Alguns poden viure sense aire durant 45 minuts o alentir els batecs del cor. 

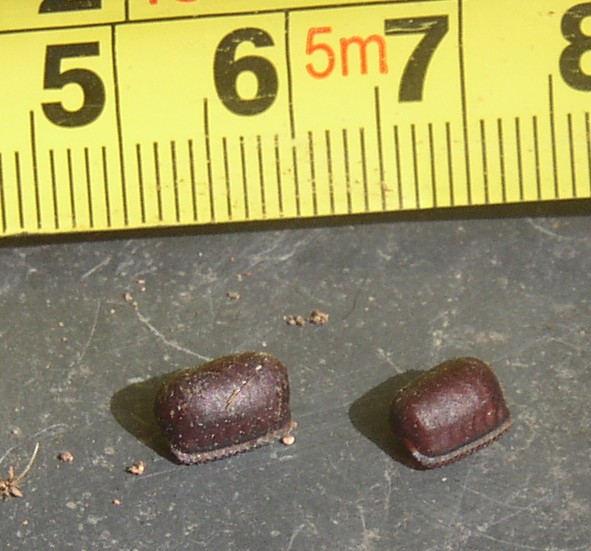
Ooteca de Periplaneta americana; Florianòpolis, SC, el Brasil.

Existeix la creença popular o llegenda urbana que les paneroles repoblaran la Terra si la humanitat s'autodestruís a causa d'una guerra nuclear. Les paneroles tenen una major resistència a les radiacions que els vertebrats, amb una dosi letal entre 6-15 vegades major que els humans. Tot i així, no són excepcionalment resistents a les radiacions amb comparació a altres insectes com la mosca de la fruita.
L'habilitat de suportar millor les radiacions que els humans es pot explicar en termes de cicle cel·lular. Les cèl·lules són més vulnerables als efectes de la radiació quan s'estan dividint. Les cèl·lules de la panerola es divideixen només un cop quan es troben en cada cicle de muda, la qual cosa passa setmanalment en paneroles joves. Les cèl·lules de l'animal triguen 48 hores per a completar un cicle, el que deixaria prou temps a la radiació per a afectar-les, però no totes les paneroles ho farien al mateix temps. Això significa que n'hi hauria de no afectades per la radiació i que per tant sobreviurien, almenys inicialment.

## Etologia

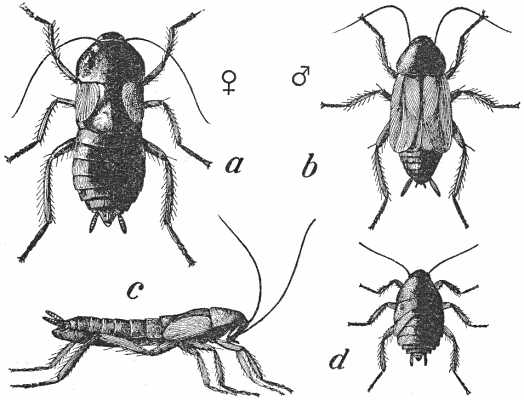
Panerola oriental o negra

Els peneroles han mostrat conductes emergents.
Un estudi de la Universitat de Florida mostra que les paneroles deixen rastres químics a la seva femta. Altres escarabats segueixen aquestes traces per descobrir fonts de menjar i d'aigua, i també per descobrir on estan amagats. La investigació ha mostrat que la presa de decisions basada en el grup és responsable de més comportaments complexos com ara l'assignació de recursos. Un estudi on 50 individus es posaven en un plat amb tres refugis amb capacitat per a 40 insectes a cada un, els insectes s'arranjaven en dos refugis amb 25 insectes, deixant buit el tercer. Si la capacitat dels refugis s'augmentava fins a més de 50 insectes per refugi, tots els escarabats s'arranjaven en un refugi. Els investigadors trobaven un equilibri entre cooperació i competència en el comportament de presa de decisió col·lectiva trobat en escarabats. Els models utilitzats en aquesta recerca també poden explicar la dinàmica de grup d'altres insectes i animals.
Un altre estudi provava la hipòtesi que les paneroles utilitzen només dues informacions per decidir on anar-se'n sota aquelles condicions: que fosc està i quants dels seus amics són allà. L'estudi dirigit per José Halloy i col·legues a la Universitat Lliure de Brussel·les i altres institucions europees creaven un conjunt de petits robots que eren reconeguts com a congèneres i així manipular la seva percepció de massa crítica.
A banda, investigadors a la Tohoku University van fer un experiment de condicionament clàssic amb paneroles i van descobrir que els insectes associaven l'olor de vainilla i menta amb el sucre.
Les paneroles són eminentment nocturnes i normalment fotofòbiques, per la qual cosa corren quan s'exposen a la llum. De forma excepcional la panerola oriental és atreta per la llum.

## Paneroles i riscos sanitaris
Un estudi nacional als EUA (2005) en factors que predisposen a l'asma en estudis infantils a l'interior de les ciutats demostrava que els al·lergògens provinents de paneroles semblen empitjorar els símptomes d'asma més que uns altres factors coneguts. Aquest estudi, finançat per l'Institut Nacional de Ciències de Salut Mediambientals (NIEHS) i l'Institut Nacional d'Al·lèrgia i Malalties Contagioses (NIAID), és el primer estudi a gran escala per classificar factors d'asma segons la severitat.
Addicionalment, un estudi de recerca de 2005, patrocinat per l'Associació de Gestió de Plagues Nacional (NPMA), mostra una disparitat en el coneixement de propietaris de domicilis sobre aquest lligam. Només un 10% dels propietaris enquestats als EUA preceben que les paneroles són una amenaça a la salut de la seva família.

## Hàbitat

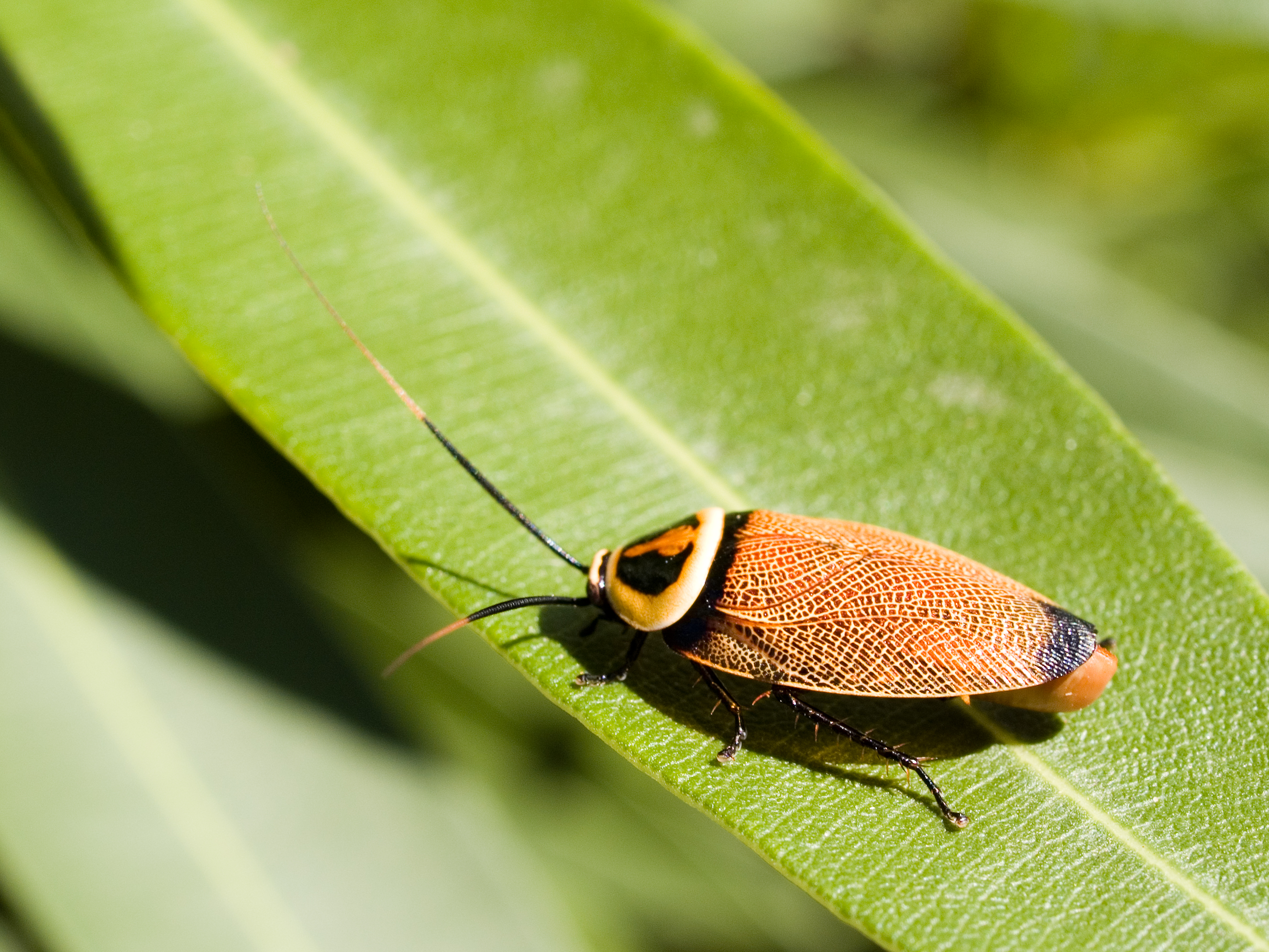
Una panerola arbustiva

Les paneroles viuen en una àmplia diversitat d'ambients. Les espècies de plagues de paneroles s'adapten immediatament a una varietat d'ambients, però prefereixen condicions càlides de dins dels edificis. Moltes espècies tropicals prefereixen ambients fins i tot més càlids i humits i no infesten la majoria de cases. Es calcula que aproximadament només 20 espècies de paneroles d'entre les 3.500 espècies descrites poden molestar l'home.

## Control de plagues

### Control preventiu i bioracional
Hi ha diversos paràsits i depredadors de les paneroles, però poques d'aquestes han resultat altament efectives en el control de les paneroles per al control biològic. Les vespes de la familia Evaniidae són potser els insectes depredadors, ja que ataquen a les ooteques, i les vespes de la familia Ampulicidae són depredadors de paneroles adultes i nimfals (p. ex., Ampulex compressa). El centpeus, tot i així, és probablement un depredador efectiu de paneroles, però igualment en domicilis les persones troben inacceptable la presència d'altres animals.
Les mesures preventives inclouen mantenir els aliments emmagatzemats en contenidors estancs, galledes de les escombraries que tinguin una tapa hermètica, la neteja freqüent i escrupolosa de la cuina i aspiracions regulars. També s'haurien de reparar potencials fuites d'aigua, com aixetes que gotegen. És també necessari segellar qualsevol possible punt d'entrada: els sòcols de com ara forats entre armaris de la cuina, canonades, les finestres i les portes amb una mica de llana d'acer o xarxa de coure i una mica de ciment, massilla o silicona.

### Control químic
Només en aquells casos en què no s'ha acomplert alguna d'aquestes mesures preventives es pot produir la infestació. Un cop s'instaura una infestació de paneroles, es pot alleugerir el problema del control químic. No obstant l'anàlisi de les causes i l'adopció de mesures correctores poden reduir el risc de re-infestació. Les estacions d'esquers que contenen gels en base d'hidrametilnona o fipronil o d'altres biocides, així com les pólvores d'àcid bòric, són tòxiques per a les paneroles.
Els esquers amb ovicides són també bastant eficaços per al control d'una població de paneroles. Addicionalment composicions de deltametrina són molt efectives.
Disminuir la temperatura de l'hàbitat a la vora del punt de congelació pot esterilitzar la majoria d'ous. Aquest mètode pot ser pràctic en cases rurals, però és altament impracticable en ciutats.
A l'Àsia, els propietaris de cotxes usen fulles de pandan com a repel·lent natural per a paneroles en els seus vehicles.
P. americana és conegut que pot estar vora tres mesos sense menjar i un mes sense aigua. Viuen freqüentment a l'aire lliure, tot i que prefereixen climes càlids i es considera que són mesòfils estrictes. Són prou adaptables per a sobreviure a temperatures properes a la congelació

## Selecció d'espècies
- Blaberus discoidalis, panerola "discoide" o falsa death's head
- Blaberus craniifer, panerola veritable death's head
- Blatta orientalis, panerola oriental o més comunament panerola negra.
- Blatella germanica, Panerola germànica comunament escarabat de cuina.
- Blatella asahinai, Panerola asiàtica (rara als Països Catalans).
- Eurycotis floridana, Florida woods cockroach
- Gromphadorhina portentosa, la panerola geganta de Madagascar
- Parcoblatta pennsylvanica, panerola dels boscos de Pennsilvània.
- Periplaneta americana, Panerola americana. Importada al port de Barcelona entre els finals dels 80 i principis del 90, s'ha anat estenent per tota la península Ibèrica.
- Periplaneta australasiae, panerola australiana.
- Periplaneta brunnea, panerola bruna.
- Periplaneta fuliginosa, o panerola smokybrown
- Pycnoscelus surinamensis, panerola de Surinam
- Supella longipalpa, panerola banda cafè és criada per a alimentació de serps i taràntules que requereixen ser alimentats amb esquers vius.